# Histoire de la volcanologie
L'histoire de la volcanologie est liée à la volonté qu'a l'homme de contrôler les forces de la nature ou du moins de chercher à en éviter les dégâts.

## Antiquité

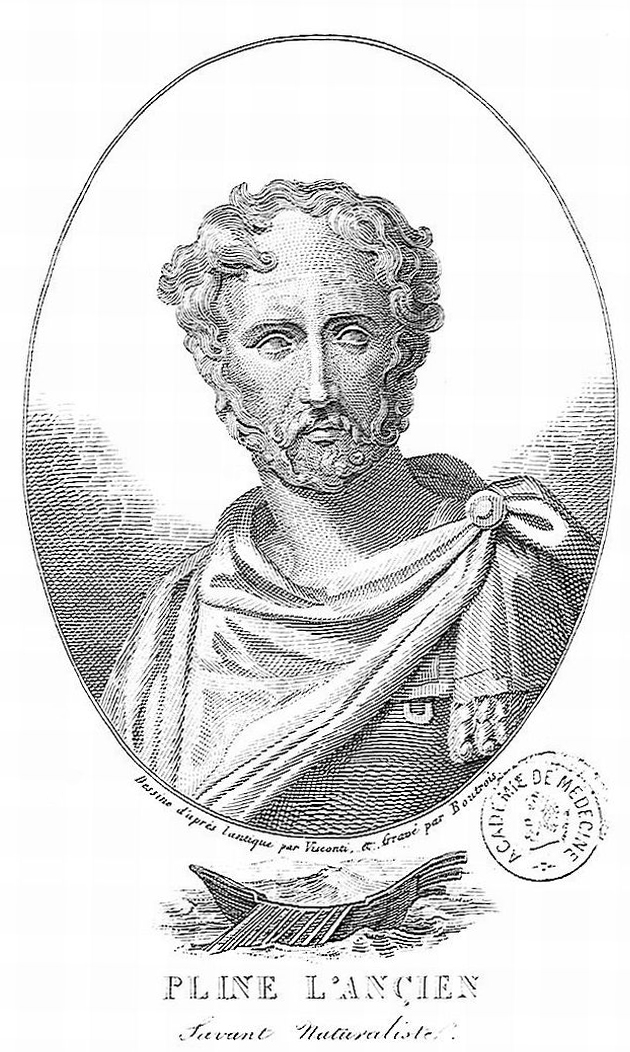
Pline l'ancien

La volcanologie, en tant que description d'un phénomène volcanique, est née au Néolithique avec l'exécution d'une peinture murale d'un volcan en éruption à deux sommets, probablement le Mont Hasan, à Çatal Hüyük (Turquie) et datant de 6000 av. J.-C. Cependant, des représentations d'éruptions auraient été découvertes dans la grotte Chauvet-Pont d'Arc (36 000 BP),,,,.
Dans les premières civilisations, notamment chez les grecs et les romains, les volcans et leurs éruptions sont associés à des manifestations divines. Il en sera de même dans le christianisme qui les considère comme l'œuvre de Satan et les signes de la colère divine.
Au Ve siècle av. J.-C., le philosophe grec Empédocle d'Agrigente divise le monde en quatre éléments fondamentaux : l'air, l'eau, la terre et le feu, le dernier étant représenté par les volcans.
Platon affirme que des fleuves d'eau chaude et froide parcourent l'intérieur de la Terre et qu'un vaste fleuve de feu central, le Pyriphlégéthon, alimente tous les volcans de la Terre. Aristote explique la présence de ce feu souterrain comme «...le frottement du vent quand il s'engouffre dans des passages étroits. » Lucrèce, un philosophe romain, clame lui que l'Etna est totalement creux et que ses feux sont alimentés par un vent puissant circulant près du niveau de la mer. Ovide estime que les éruptions sont alimentées par de la « nourriture riche » et qu'elles cessent lorsque celle-ci vient à manquer. Vitruve affirme que les feux souterrains sont entretenus par du soufre, de l'alun et du bitume. L'idée d'un rôle prépondérant du vent comme source des éruptions volcaniques perdurera jusqu'au XVIe siècle.
En 79, Pline l'Ancien relate et décrit le début de l'éruption du Vésuve, remarquant notamment que des séismes précèdent le début d'une éruption. Voulant se rendre au plus près des évènements, il est tué par une des nombreuses nuées ardentes qui dévalent les flancs du volcan et détruisent Pompéi. Son neveu, Pline le Jeune, n'ayant pu accompagner son oncle, fait une description précise de l'éruption dont le type portera le nom des deux hommes : éruption plinienne. Cependant, cette description ne constitue pas une tentative d'explication scientifique du phénomène.

## Renaissance et théories pré-scientifiques

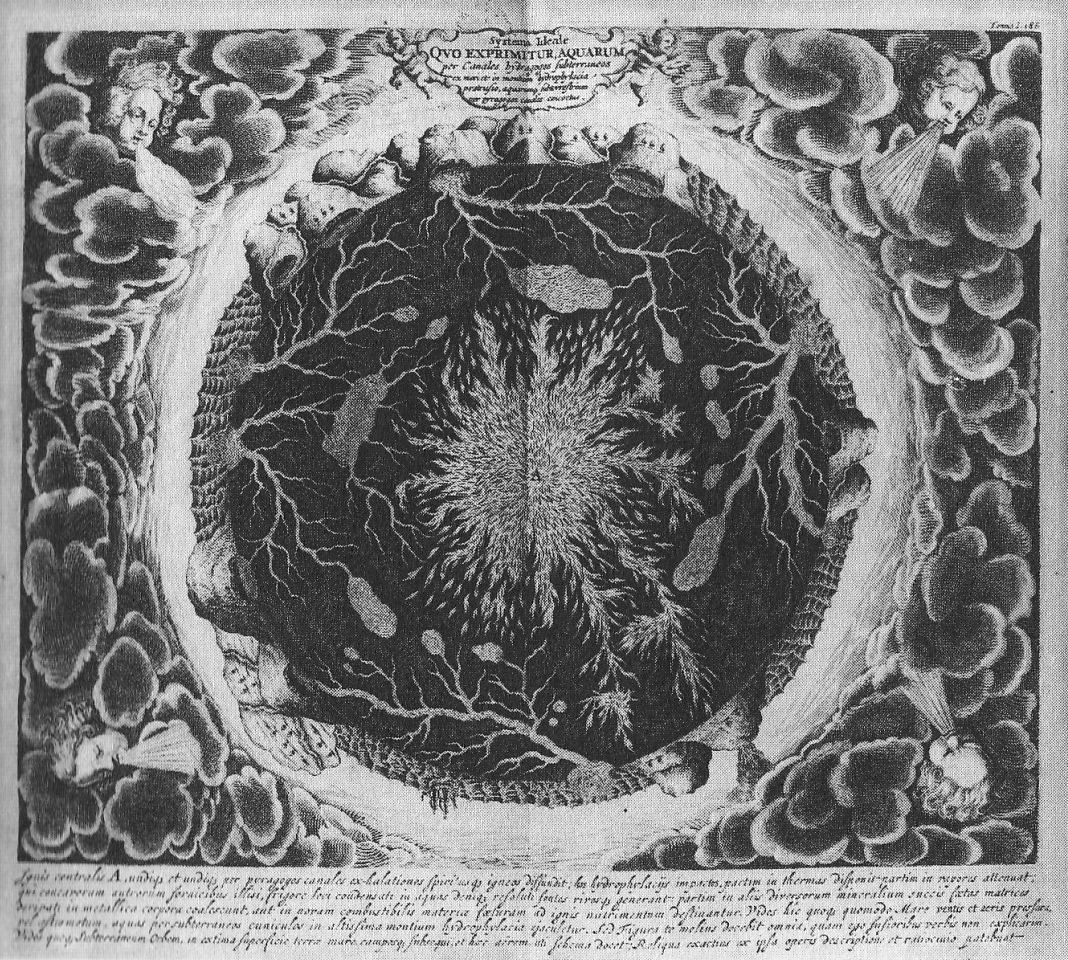
Théorie du feu central selon Athanasius Kircher, 1678

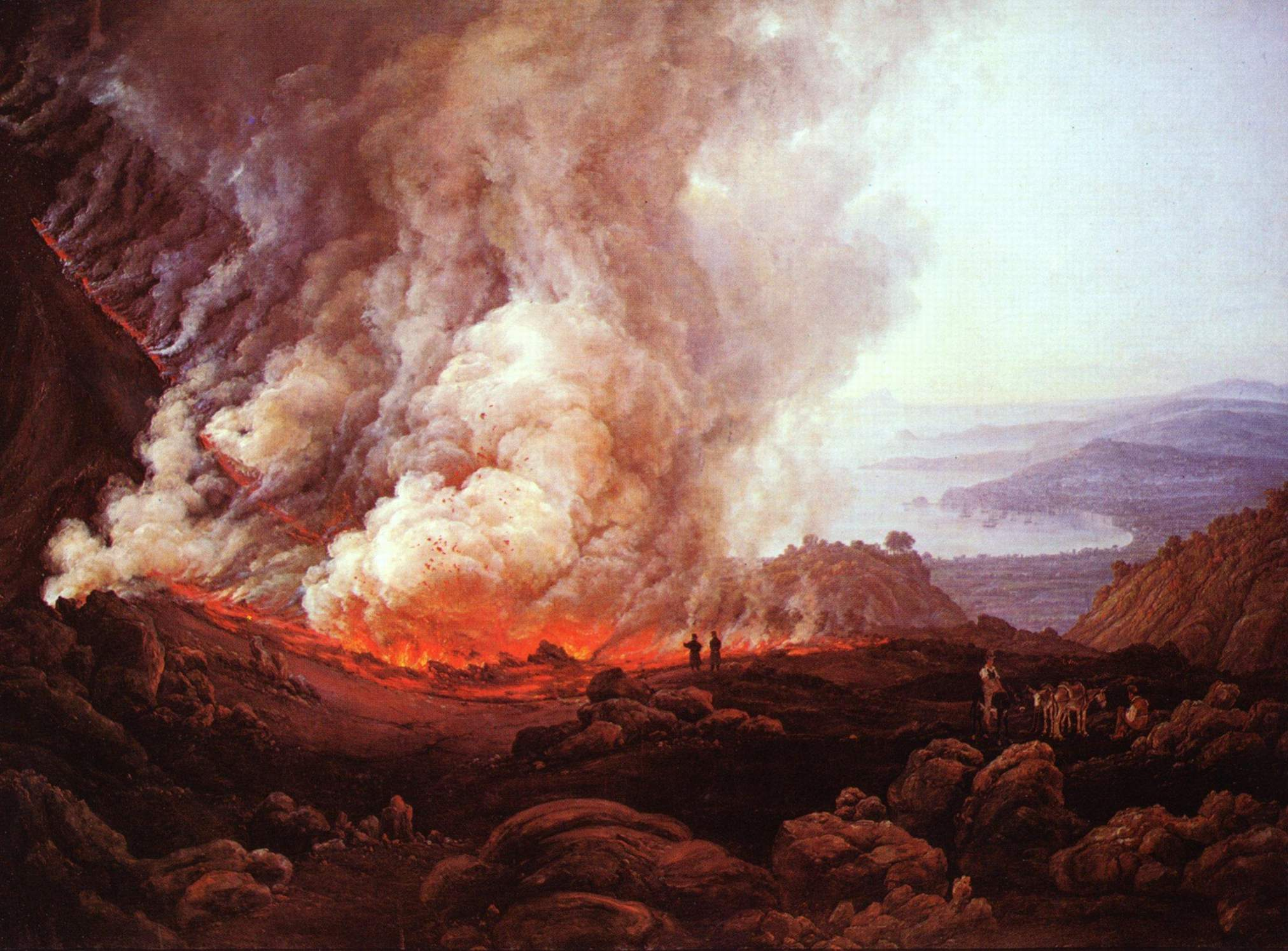
Éruption du Vésuve, Johan Christian Claussen Dahl, 1826

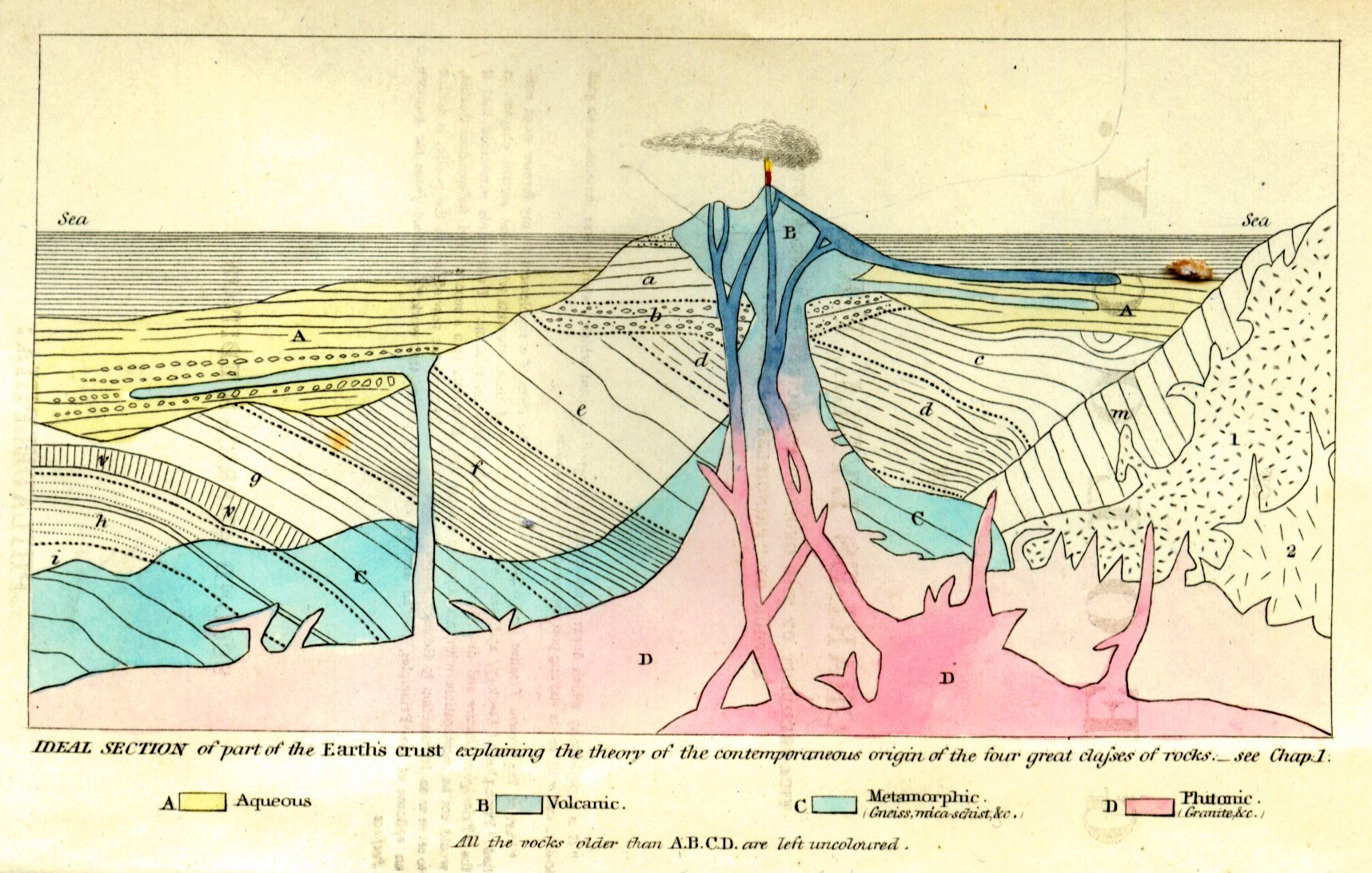
Dessins d'une coupe au niveau d'un volcan, Principles of Geology, Charles Lyell, 1857

À la Renaissance, de nombreuses théories voient le jour mais elles doivent être compatibles avec les dogmes de l'Église catholique sous peine d'être discréditées.
Georgius Agricola propose que les éruptions sont provoquées par de la vapeur d'eau sous pression. Johannes Kepler considère les volcans comme des conduits rejetant les larmes et les déchets de la Terre (le soufre, le bitume et le goudron).
Descartes, en s'accordant avec la Genèse, déclare que la Terre est formée de trois couches : une couche d'air et une couche d'eau supportées par des profondeurs ardentes. Les volcans se seraient alors formés lorsque les rayons du Soleil ont percé la Terre.
De nombreuses théories mettent en œuvre l'eau dans le volcanisme car les seuls volcans connus à l'époque se situent à proximité de la mer. 
Au XVIIIe siècle, le naturaliste et ambassadeur britannique William Hamilton profite de son séjour à Naples pendant 36 ans pour se documenter et étudier les éruptions du Vésuve. Ses observations sont considérées comme la première démarche scientifique d'explication du volcanisme. Il publie un livre, « Campi Phlaegraei, Observations on the Volcanos of the Two Sicilies », composé de nombreuses notes et croquis de ses observations de terrain.
Quelques années plus tard, l'Italien Lazzaro Spallanzani fait des tentatives de faire fondre des morceaux de basalte pour trouver l'origine de la lave.
Au XVIIIe siècle, deux écoles s'affrontent : les neptunistes pensent que le contact de l'eau sur la pyrite enflamme des couches de charbon qui font fondre les roches environnantes alors que les plutonistes affirment qu'il existe une masse de roche en fusion dans les profondeurs de la Terre et qui ressort à certains endroits.
En 1831, le Français Constant Prévost, de retour de l'île italienne de Julia, rapporte les preuves de la formation des volcans : ils naissent d'un empilement successif de matériaux. Cette découverte met fin à l'affrontement entre deux théories : l'une affirmait que les volcans se formaient par couches successives, l'autre qu'ils n'étaient qu'un gonflement du sol.
À l'époque, le Vésuve est le volcan le plus étudié. D'autres explorateurs commencent à étudier différents volcans : Bory de Saint-Vincent au Piton de la Fournaise en 1804, Alexandre de Humboldt au Guagua Pichincha et au Chimborazo entre 1799 et 1804 et recense 407 volcans en 1846, le Santorin est étudié par plusieurs géologues.
Du fait de l'activité régulière du Vésuve, un observatoire volcanologique est construit sur ses pentes en 1841 et des sismographes y sont installés.
En 1883, l'éruption du Krakatoa concentre tous les efforts des volcanologues sur ce volcan. L'éruption est analysée ainsi que ses effets : onde de choc, effets climatiques, etc. Les avancées effectuées permirent aux géologues de revenir sur l'éruption du Tambora qui se produisit en 1815.
En 1902, l'éruption de la Montagne Pelée de la Martinique, la destruction totale de la ville de Saint-Pierre et les 28 000 morts provoque la stupeur en métropole. La catastrophe est relayée dans les journaux avec de nombreuses photographies. Alfred Lacroix est mandaté par l'Académie des sciences pour comprendre les raisons de la catastrophe, notamment la croissance du dôme de lave qui s'est effondré. Deux ans plus tard, il publie un ouvrage qui fait encore référence et participe à la création d'un observatoire volcanologique.

## Volcanologie moderne

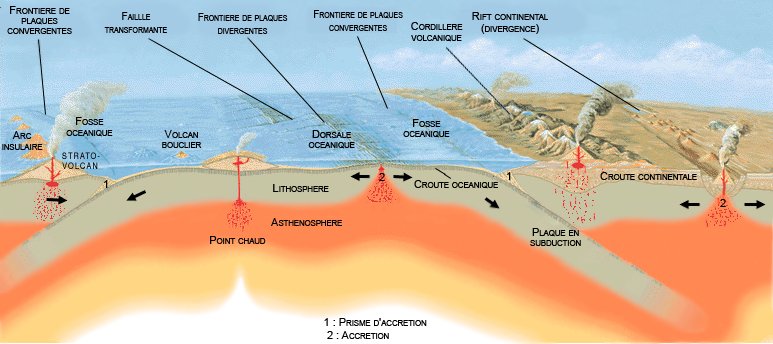
Schéma général des différents types de volcanisme associés aux mouvements des plaques tectoniques

En 1912, Alfred Wegener propose une théorie de la dérive des continents, qui, encore imparfaite, sera rejetée. Amendée, elle débouchera bien plus tard sur la théorie de la tectonique des plaques, qui participe à l'explication du volcanisme. Cette théorie révolutionne la perception qu'ont les géologues et les volcanologues du volcanisme car elle permet d'unifier la majorité des phénomènes géophysiques. Elle est complétée dans les années 1960 notamment avec l'introduction de la notion de radioactivité dans l'origine de la chaleur interne de la Terre et la découverte des anomalies magnétiques dans les fonds marins. Les géologues constatent, prouvent et admettent alors que chaînes de montagnes, volcans et sismicité se répartissent de manière précise à la surface de la Terre et sont corrélés.
Les progrès en sismologie profitent également à la volcanologie avec la mise en évidence des plans de Wadati-Benioff, des différentes discontinuités, de la structure interne du globe, etc. La tectonique des plaques propose aux volcanologues une vision globale des phénomènes internes à la Terre avec la dérive des continents, la subduction et la divergence, les courants de convection du manteau, etc. Seuls restent certains volcans qui ne trouvent pas leur place dans cette théorie. Les volcanologues émettent alors la théorie des points chauds pour expliquer la présence de volcans au milieu des plaques lithosphériques.
Durant le XXe siècle, Haroun Tazieff explore les volcans du monde entier (Nyiragongo, Etna, Capelinhos, Merapi, Izalco, Erebus... au total près de 150 volcans actifs), insistant sur le rôle des gaz dans l'activité volcanique. Ingénieur agronome, géologue et ingénieur de mines, il innove de façon radicale dès les années 1950 en étant le premier à monter des campagnes de mesures sur volcans actifs ou en éruption pour étudier les variations de quantités de paramètres, au cours d'expéditions réunissant des spécialistes des différentes disciplines des sciences de la Terre. Il imagine les techniques de prélèvement direct des gaz sur volcans en éruption avec des chimistes tels Yvan Elskens et Franco Tonani dans les années 1950 et 1960, avec François Le Guern, Patrick Allard, René-Xavier Faive-Pierret, des physiciens comme Jean-Christophe Sabroux, Pierre Zettwoog et bien d'autres par la suite. De nombreux instruments de mesure mis au point par les expéditions Tazieff sont encore utilisés aujourd'hui, d'autres ont bénéficié de ces travaux de pionniers. Haroun Tazieff s'attache dès 1958, avec l'Université Libre de Bruxelles, à mesurer les variations locales du champ magnétique terrestre sur le Nyiragongo en activité, et lance de façon décisive ce type de recherches en 1975 et 1976 sur l'Etna et à la Soufrière de la Guadeloupe puis sur le Mérapi en Indonésie, avec l'équipe de magnéticiens du CEA de Grenoble Marcel Bof et Francis Robach. Avec la découverte du volcanisme actif de la dépression de l'Afar et de la chaîne de l'Erta Ale, Haroun Tazieff et ses équipiers apportent une contribution majeure à la validation de la théorie de la tectonique des plaques et à l'analyse des magmas. Pour ces travaux, Franco Barberi et Jacques Varet reçoivent le Prix L.R. Wager par la Royal Society et l'Association internationale de volcanologie et de chimie de l'intérieur de la Terre (AIVCIT, 1972). 
Haroun Tazieff est à l'origine de la définition d'une politique de prévention des risques volcaniques. Il est, en ce qui concerne notamment la France, un pionnier de la vulgarisation scientifique en matière de volcanologie. Personnage médiatique, il fut et reste fortement contesté par une partie de la communauté scientifique et certains journalistes, surtout en France et en Italie, pour des prises de position catégoriques mettant en cause ce qu'il appelait l'incompétence de certains et la corruption d'autres. Volcanologue contesté mais ayant révolutionné cette science, ce personnage contrasté n'a pas laissé de patrimoine scientifique constitué comme tel, ce que regrettent un certain nombre de spécialistes des sciences de la Terre de divers pays. L'histoire de la volcanologie contemporaine ne pourra faire l'économie d'une analyse détaillée des apports scientifiques des expéditions Tazieff.
Katia et Maurice Krafft rapportent quant à eux de nombreuses photographies, films et extraits sonores de plus de 150 volcans et publient de nombreux livres qui contribuent à la popularisation de la volcanologie et des volcans. Ils participent aussi à l'élaboration de plans d'évaluation des risques volcaniques.